# 12494 Doughamilton
12494 Doughamilton è un asteroide della fascia principale. Scoperto nel 1998, presenta un'orbita caratterizzata da un semiasse maggiore pari a 1,9225629 UA e da un'eccentricità di 0,0313979, inclinata di 24,73686° rispetto all'eclittica.